# Balom (peuple)
Pour les articles homonymes, voir Balom.
Les Balom sont une population du Cameroun vivant principalement dans la Région du Centre, le département du Mbam-et-Inoubou et l'arrondissement de Deuk, dans des villages tels que Boko, Goufe ou Mpagne. Eux-mêmes se nomment Fak, Balom étant un surnom donné par leurs voisins Tikar.

## Langue
Ils parlent le lefa (ou balom), dont le nombre de locuteurs était estimé à 15 000 en 2010.